# Episodi di Stadtklinik (nona stagione)
La nona stagione della serie televisiva Stadtklinik è stata trasmessa in anteprima in Germania dalla RTL tra il 4 maggio 1998 e il 15 febbraio 1999.
| nº | Titolo originale              | Titolo italiano | Prima TV Germania | Prima TV Italia |
| -- | ----------------------------- | --------------- | ----------------- | --------------- |
| 1  | Die Heimkehr                  | inedito         | 4 maggio 1998     | inedito         |
| 2  | Der Boxer                     | inedito         | 11 maggio 1998    | inedito         |
| 3  | Misshandelt                   | inedito         | 18 maggio 1998    | inedito         |
| 4  | Bis daß der Tod euch scheidet | inedito         | 25 maggio 1998    | inedito         |
| 5  | Hinterhalt                    | inedito         | 8 giugno 1998     | inedito         |
| 6  | Rückblick                     | inedito         | 15 giugno 1998    | inedito         |
| 7  | Eine zuviel                   | inedito         | 26 giugno 1998    | inedito         |
| 8  | Das Versuchskaninchen         | inedito         | 6 luglio 1998     | inedito         |
| 9  | Männer                        | inedito         | 13 luglio 1998    | inedito         |
| 10 | Die Wiedervereinigung         | inedito         | 20 luglio 1998    | inedito         |
| 11 | Der Pfarrer                   | inedito         | 27 luglio 1998    | inedito         |
| 12 | Der Spitzenkandidat           | inedito         | 3 agosto 1998     | inedito         |
| 13 | Die Qurantäne                 | inedito         | 10 agosto 1998    | inedito         |
| 14 | Das Opfer                     | inedito         | 17 agosto 1998    | inedito         |
| 15 | Die Nachfolge                 | inedito         | 24 agosto 1998    | inedito         |
| 16 | Reingelegt                    | inedito         | 7 settembre 1998  | inedito         |
| 17 | Die Eheschliessung            | inedito         | 14 settembre 1998 | inedito         |
| 18 | Verlassen                     | inedito         | 21 settembre 1998 | inedito         |
| 19 | Fünfzig                       | inedito         | 5 ottobre 1998    | inedito         |
| 20 | Der Liebhaber                 | inedito         | 12 ottobre 1998   | inedito         |
| 21 | Unerreichbar                  | inedito         | 2 novembre 1998   | inedito         |
| 22 | Gefangen                      | inedito         | 9 novembre 1998   | inedito         |
| 23 | Der Kaplan                    | inedito         | 16 novembre 1998  | inedito         |
| 24 | Die Erpressung                | inedito         | 23 novembre 1998  | inedito         |
| 25 | Der Wiederholungstäter        | inedito         | 30 novembre 1998  | inedito         |
| 26 | Die Befreiung                 | inedito         | 7 dicembre 1998   | inedito         |
| 27 | Ein neuer Anfang              | inedito         | 14 dicembre 1998  | inedito         |
| 28 | Vermisstes Kind               | inedito         | 28 dicembre 1998  | inedito         |
| 29 | Die letzte Stunde             | inedito         | 4 gennaio 1999    | inedito         |
| 30 | Rien ne va plus               | inedito         | 18 gennaio 1999   | inedito         |
| 31 | Die Verwaltungsdirektorin     | inedito         | 25 gennaio 1999   | inedito         |
| 32 | Die Ernennung                 | inedito         | 1º febbraio 1999  | inedito         |
| 33 | Tanze mit mir in den Morgen   | inedito         | 15 febbraio 1999  | inedito         |